# Рахнівська сільська рада
Рахні́вська сільська́ ра́да — адміністративно-територіальна одиниця та орган місцевого самоврядування в Дунаєвецькому районі Хмельницької області. Адміністративний центр — село Рахнівка.

## Загальні відомості
Рахнівська сільська рада утворена в 1990 році.
- Територія ради: 34,524 км²
- Населення ради: 1 607 осіб (станом на 2001 рік)

## Населені пункти
Сільській раді підпорядковані населені пункти:
- с. Рахнівка
- с. Дубинка
- с. Кривчик

## Склад ради
Рада складається з 16 депутатів та голови.
- Голова ради: Слюсарчик Надія Олексіївна
- Секретар ради: Терепенчук Василь Васильович

### Керівний склад попередніх скликань
| Прізвище, ім'я, по батькові | Основні відомості                                                 | Дата обрання | Дата звільнення |
| --------------------------- | ----------------------------------------------------------------- | ------------ | --------------- |
| Слюсарчик Михайло Йосипович | Сільський голова, 1964 року народження, член Народної партії      | 26.03.2006   | 31.10.2010      |
| Слюсарчик Надія Олексіївна  | Сільський голова, 1967 року народження, освіта вища, позапартійна | 31.10.2010   |                 |

Примітка: таблиця складена за даними сайту Верховної Ради України

### Депутати
За результатами місцевих виборів 2010 року депутатами ради стали:

#### За суб'єктами висування
| Суб'єкт висування             | Кількість обраних депутатів | %    |
| ----------------------------- | --------------------------- | ---- |
| Народна партія                | 6                           | 37,5 |
| Самовисування                 | 3                           | 18,8 |
| Партія «Народна влада»        | 2                           | 12,5 |
| Політична партія «Фронт Змін» | 2                           | 12,5 |
| Соціалістична партія України  | 2                           | 12,5 |
| Партія «Демократичний Союз»   | 1                           | 6,3  |

#### За округами
| № округу                      | Прізвище, ім'я, по батькові   | Дата визнання обраним | Освіта             | Партійна приналежність              | Відомості про обраного депутата                                                    |
| ----------------------------- | ----------------------------- | --------------------- | ------------------ | ----------------------------------- | ---------------------------------------------------------------------------------- |
| Народна Партія                |                               |                       |                    |                                     |                                                                                    |
| 5                             | Терепенчук Василь Васильович  | 04.11.2010            | вища               | член Народної партії                | Рахнівська сільська рада, секретар                                                 |
| 6                             | Бурляк Валентина Василівна    | 04.11.2010            | вища               | член Народної партії                | Рахнівська загальноосвітня школа І-ІІІ ст., директор                               |
| 10                            | Шеверногий Володимир Петрович | 04.11.2010            | середня            | член Народної партії                | Будинок культурис. Крив-чик, завідувач                                             |
| 14                            | Мельник Віктор Миколайович    | 04.11.2010            | середня спеціальна | член Народної партії                | ТОВ «ДАЗ», заточувальник                                                           |
| 15                            | Бойчук Борис Петрович         | 04.11.2010            | середня            | член Народної партії                | тимчасово не працює                                                                |
| 16                            | Мельник Михайло Сергійович    | 04.11.2010            | вища               | член Народної партії                | Завод «Ефектрон», робітник                                                         |
| Партія «Демократичний Союз»   |                               |                       |                    |                                     |                                                                                    |
| 4                             | Гусар Любов Іванівна          | 04.11.2010            | вища               | член Партії «Демократичний Союз»    | Рахнівський будинок культури, завідувач                                            |
| Партія «Народна влада»        |                               |                       |                    |                                     |                                                                                    |
| 1                             | Доротюк Людмила Вікторівна    | 04.11.2010            | середня спеціальна | член Партії «Народна влада»         | тимчасово не працює                                                                |
| 9                             | Цикель Майя Василівна         | 04.11.2010            | вища               | член Партії «Народна влада»         | тимчасово не працює                                                                |
| Політична партія «Фронт Змін» |                               |                       |                    |                                     |                                                                                    |
| 8                             | Колісник Василь Іванович      | 04.11.2010            | середня            | член Політичної партії «Фронт Змін» | Кам'янець.-Подільський цементний завод, слюсар контро-льно-вимірю-вальних приладів |
| 12                            | Сорокатюк Леся Вікторівна     | 04.11.2010            | середня спеціальна | член Політичної партії «Фронт Змін» | Рахнівська сільська бібліотек-ка, бібліотекар                                      |
| Соціалістична партія України  |                               |                       |                    |                                     |                                                                                    |
| 7                             | Дзізінська Галина Петрівна    | 04.11.2010            | вища               | член Соціалістичної партії України  | Рахнівська загальноосвітня школа І-ІІІ ст., вчитель                                |
| 11                            | Сохатюк Ванда Олександрівна   | 04.11.2010            | середня спеціальна | член Соціалістичної партії України  | Дунаєвецька лікарня, медсестра                                                     |
| Самовисування                 |                               |                       |                    |                                     |                                                                                    |
| 2                             | Алексєєва Алла Михайлівна     | 04.11.2010            | вища               | член Партії регіонів                | Рахнівська загальноосвітня школа І-ІІІ ст., вчитель                                |
| 3                             | Чаплінцев Ігор Володимирович  | 04.11.2010            | середня спеціальна | позапартійний                       | тимчасово не працює                                                                |
| 13                            | Мелешко Ольга Михайлівна      | 04.11.2010            | вища               | позапартійна                        | Рахнівська загальноосвітня школа І-ІІІ ст., вчитель                                |